# Františkovy Lázně
Františkovy Lázně (németül Franzensbad) város Csehországban a Karlovy Vary-i kerület Chebi járásában. Elsősorban szív- és érrendszeri betegségek kezelésére alkalmas gyógyfürdőjéről nevezetes. 2021 óta az Európa nagy fürdővárosai világörökségi helyszín része.

## A település részei
Közigazgatásilag a város részei Aleje-Zátiší, Dlouhé Mosty (Langenbruck), Dolní Lomany (Unterlohma), Horní Lomany (Oberlohma), Krapice (Kropitz), Slatina (Schlada) és Žírovice (Sirmitz).

## Története
A Schlada település közelében fekvő forrásokata már a 15. században gyógyhatásúnak taartották, amit Georgius Agricola német tudós is említ írásaiban. Eger (a mai Cheb) városának közelsége miatt a gyógyvíz Egerwasser és Egerer Sauerbrunn néven vált ismertté, s a 18. században már németországszerte árusították. Az első fürdőépületet, egy kádfürdővel ellátott vendégfogadót, 1705-ben építették. A várost Franzensquelle néven I. Ferenc császár alapította 1793-ban. A gyógyfürdő forgalma a 19. század végén jelentősen megnövekedett, látogatottsága 1912-ben már 65 000 körül volt. A második világháború után a csehszlovák hatóságok a város német Franzensbad elnevezését Františkovy Lázněre módosították, német lakosságát a Beneš-dekrétumok alapján kitoloncolták, vagyonukat államosították. A kitoloncoltak nagyrészt Bajorországban és Türingiában telepedtek le. A kitelepítések miatt a város lakossága 3784 főről (1939) 1947-re 2282-re csökkent.
Az ásványi anyagokkal telített melegvíz a Komorní hůrka vulkáni utóműködésének terméke. Első leírását Anton Alois Palliardi publikálta 1848-ban (németül) Der Kammerbühl ein Vulkan bei Kaiser Franzensbad (A kamravulkán Františkovy Lázně mellett) címmel.
]

## Híres emberek
- Itt született Josef Löbel (1882–1940) osztrák orvos és író
- Itt született Peter Jacques svájci jazz-zenész
- Itt született Petra Edelmannová cseh politikus

## Népessége
A település népessége az elmúlt években az alábbi módon változott:
| Lakosok száma | 3070 | 4354 | 5608 | 3335 | 5192 | 5261 | 5497 | 5514 | 5187 | 5783 |
|               | 1869 | 1890 | 1921 | 1950 | 1980 | 2001 | 2017 | 2019 | 2022 | 2024 |

## Képtár

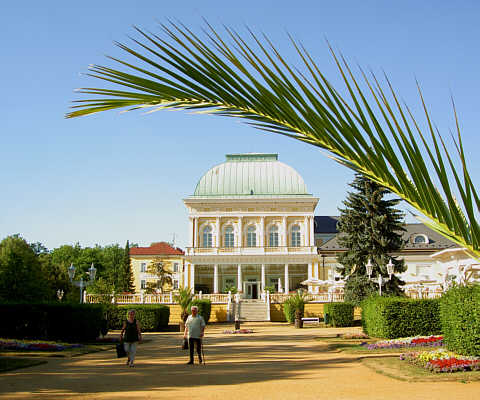
Kaiserbad
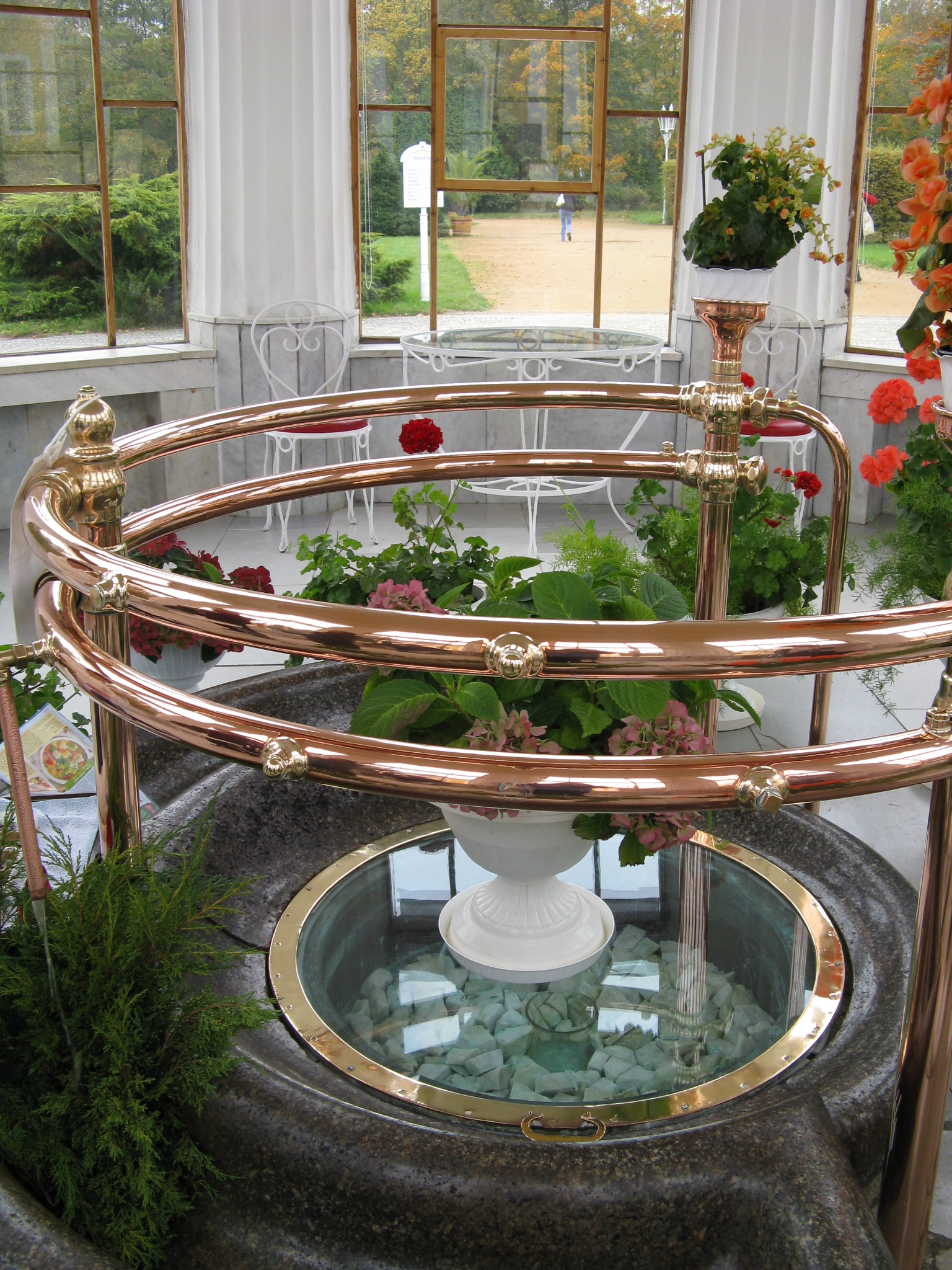
Ferenc-forrás
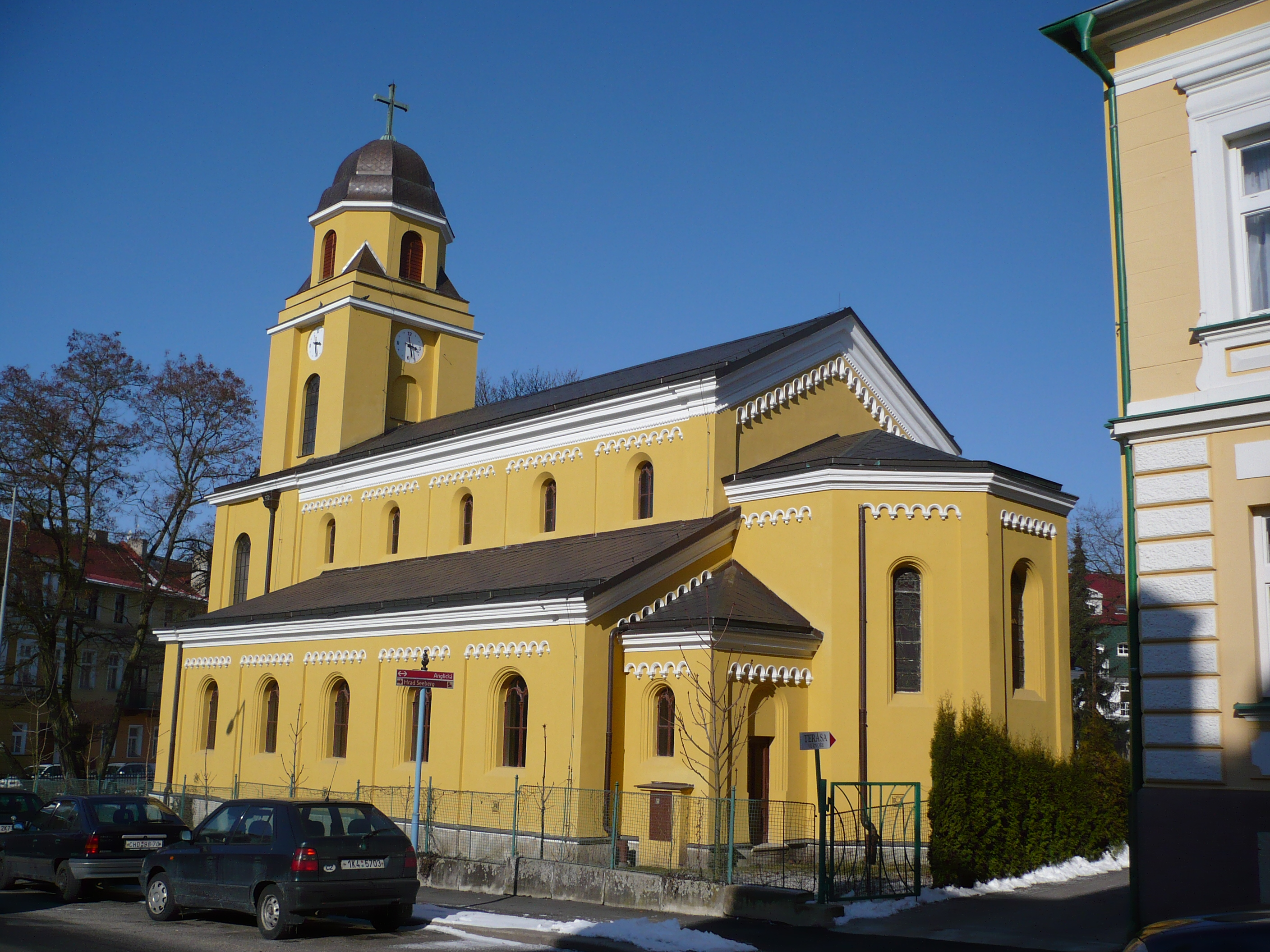
Szent Péter és Pál evangélikus templom
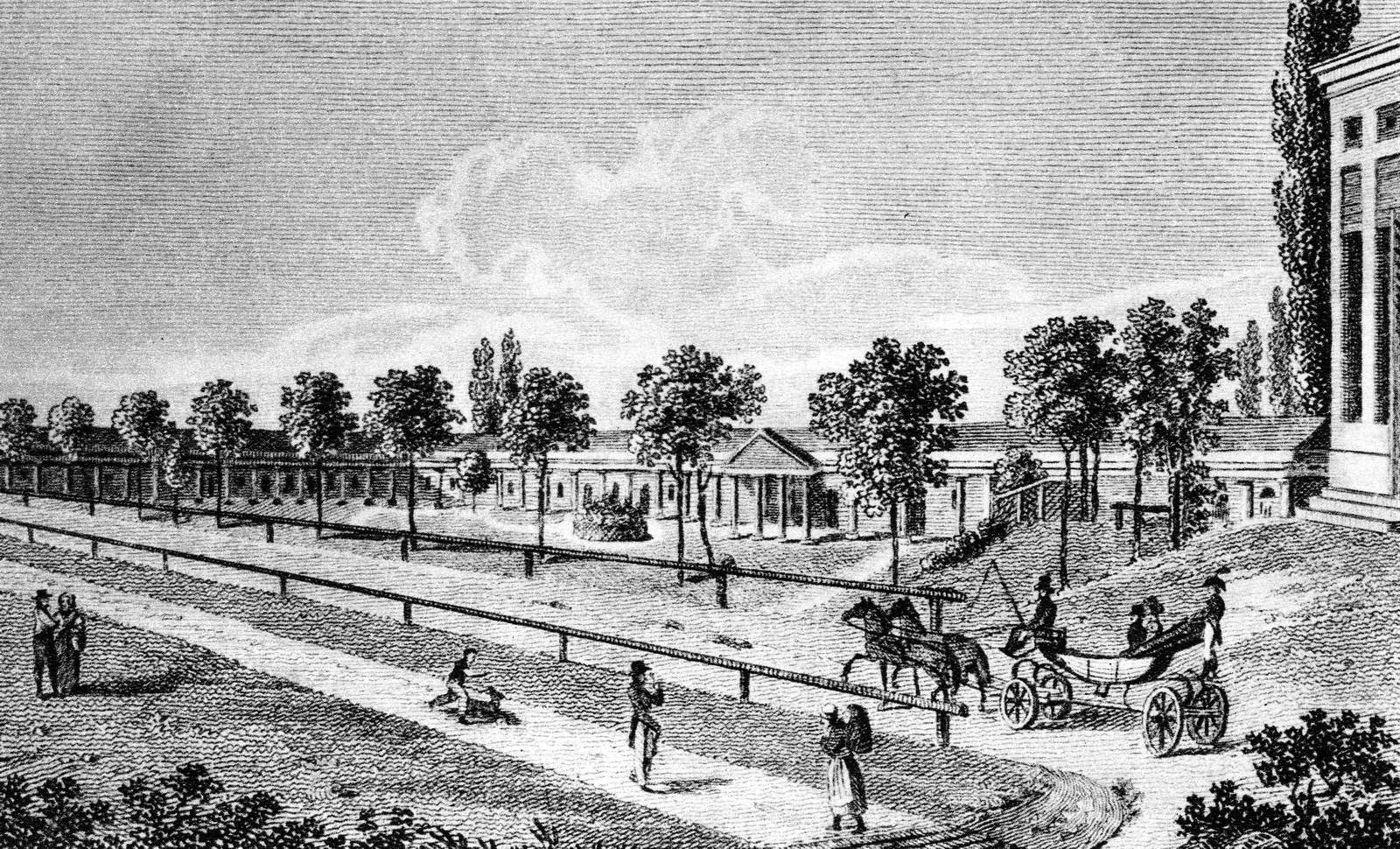
A fürdő oszlopcsarnoka 1850-ben
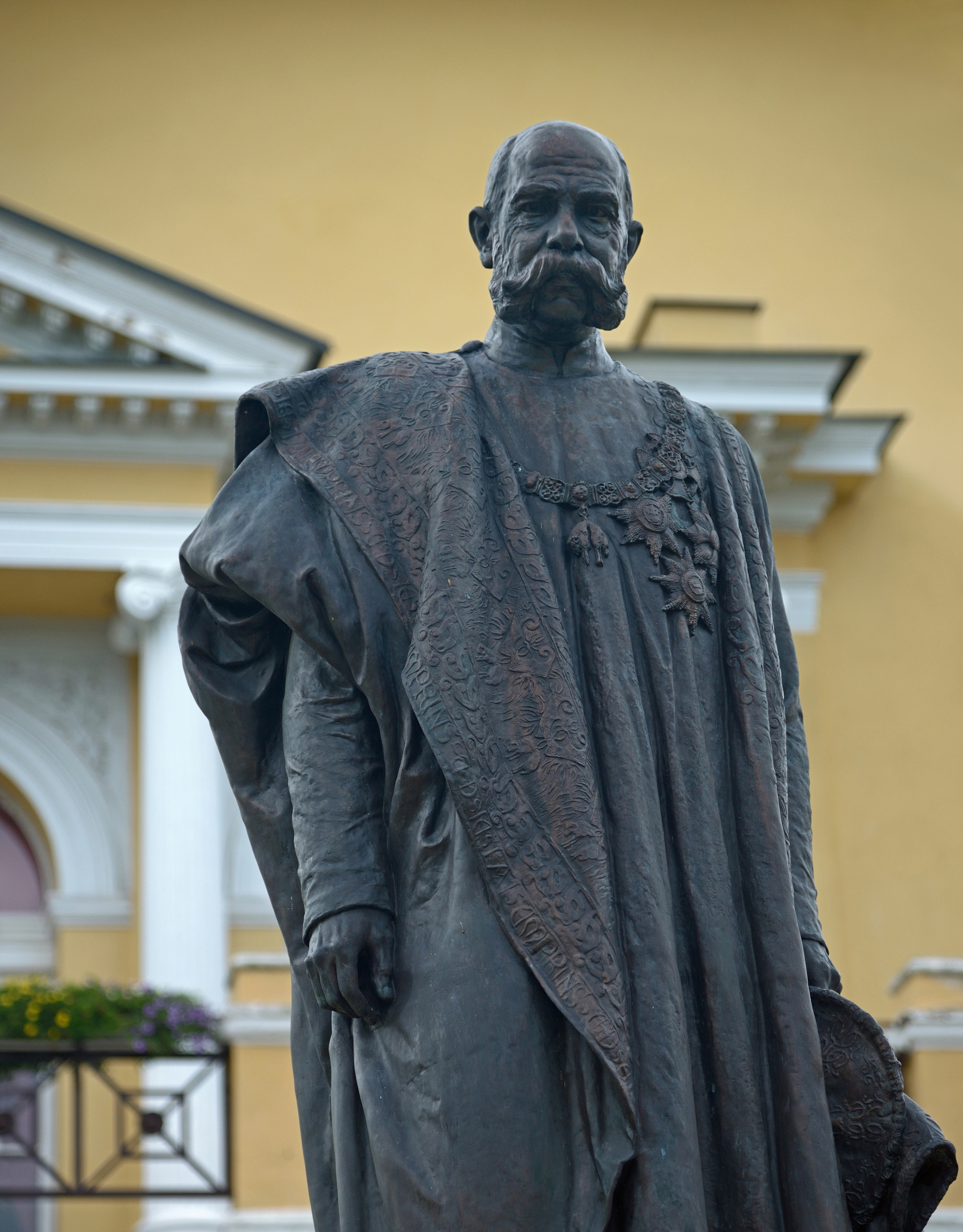
I. Ferenc József emlékműve
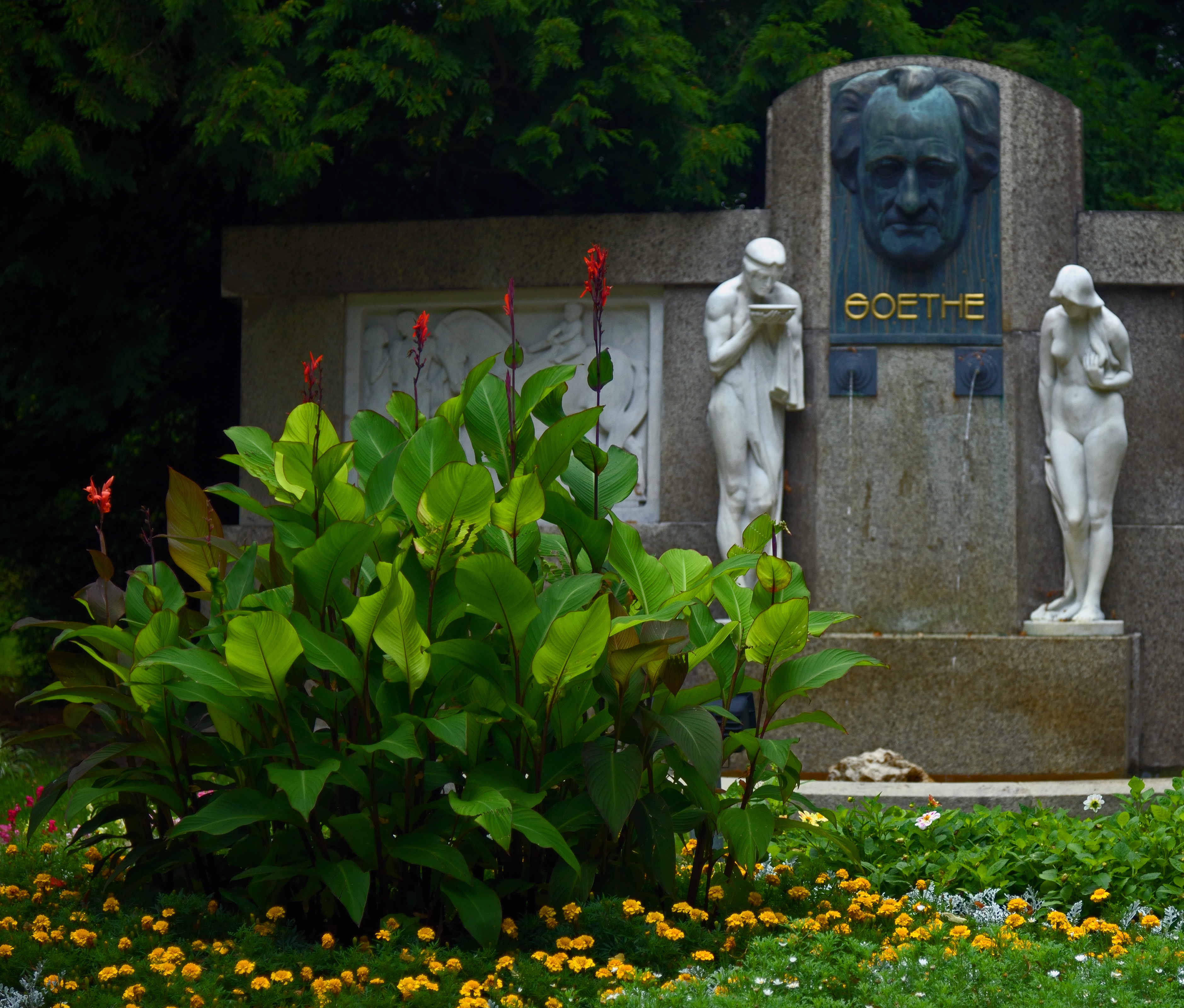
Johann Wolfgang von Goethe emlékműve
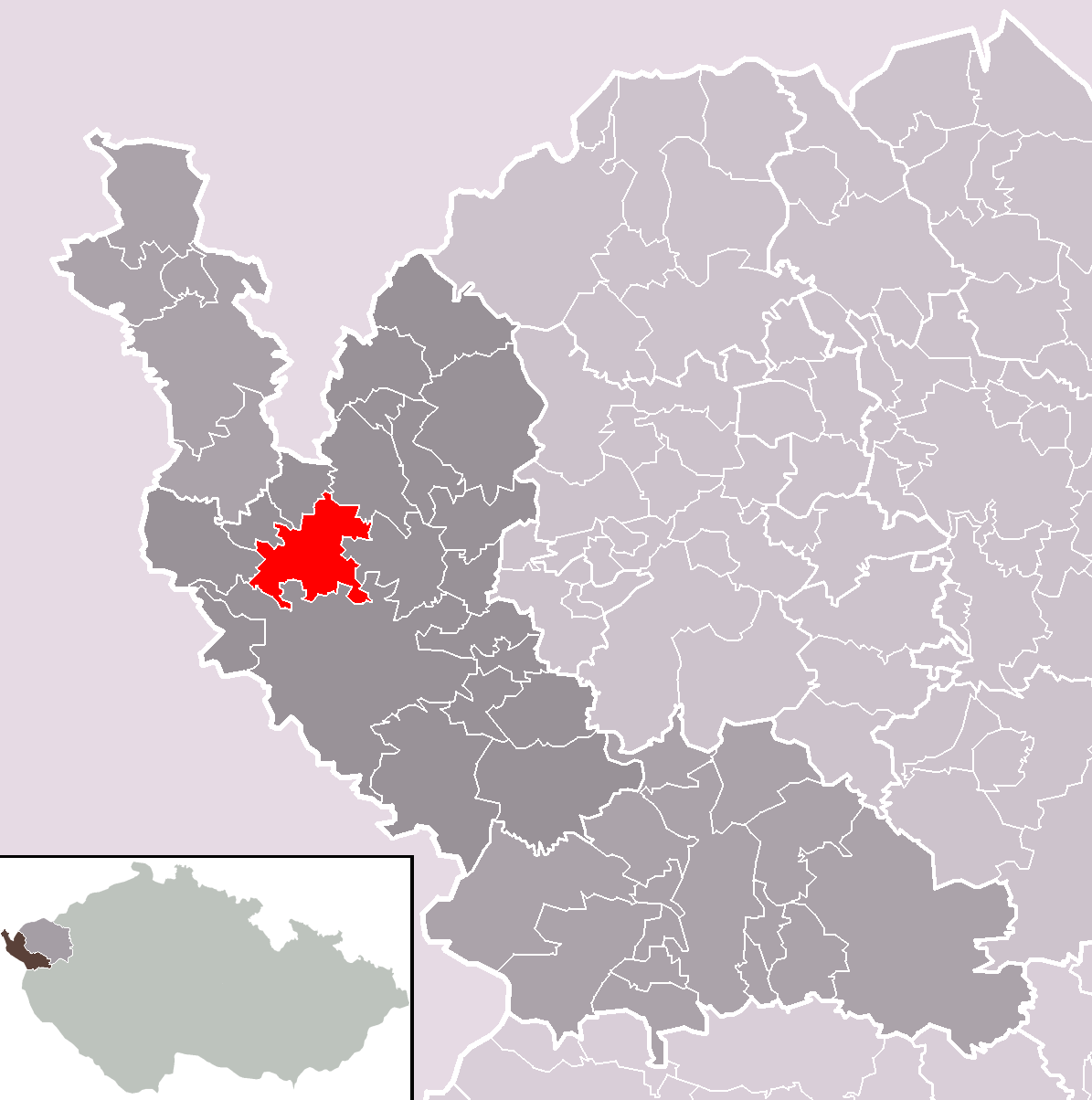
A város közigazgatási területe